# Platte (Dakota Południowa)
Platte – miasto w Stanach Zjednoczonych, w stanie Dakota Południowa, w hrabstwie Charles Mix.